# Víska (Višňová)
Víska (deutsch Dörfel) ist ein Ortsteil der Gemeinde Višňová in Tschechien. Er liegt fünf Kilometer nordwestlich des Stadtzentrums von Frýdlant an der Grenze zu Polen und gehört zum Okres Liberec. Zwischen 1815 und 1848 war Dörfel das östlichste Dorf der sächsischen Oberlausitz.

## Geographie
Víska liegt am rechten Ufer der Smědá im Isergebirgsvorland. Östlich erheben sich der Holubí vrch (Langefichte, 358 m) und der Frýdlantský vrch (Resselsberg, 399 m), im Süden der Liščí vrch (288 m) und der Pahorek (327 m), südwestlich die Bučina/Świniec (Buchberg, 365 m) und im Westen der Lipniak. Westlich am gegenüberliegenden Flussufer verläuft die Bahnstrecke Liberec–Zawidów, gegen Südosten führt sie durch den Rigelský tunel.
Nachbarorte sind Minkovice und Poustka im Norden, Nové Pertoltice und Arnoltice im Nordosten, Dolní Řasnice und Údolí im Osten, Harta, Frýdlant und Pekelský Mlýn im Südosten, Kunratice im Süden, Markocice und Bogatynia im Südwesten.
Anstelle der westlich und nordwestlich in Polen gelegenen Ortschaften Strzegomice (Dornhennersdorf) und Wigancice Żytawskie befinden sich Abraumhalden des Tagebaus Turów.

## Geschichte
Víska gehört zu den ältesten Dörfern in der Gegend von Frýdlant und wurde wahrscheinlich im 8. oder 9. Jahrhundert durch Lausitzer Sorben als Ansiedlung von Fischern und Jägern gegründet. Im Zuge der deutschen Kolonisation zum Ende des 14. Jahrhunderts bildeten die sorbischen Bewohner nur noch eine Minderheit.
Die erste urkundliche Erwähnung von Dörfel erfolgte 1396 als Teil der Herrschaft Seidenberg. Zwischen dem 14. und 15. Jahrhundert entstand eine neue Straße, die von Zittau über Hirschfelde, Seitendorf und Dörfel nach Friedland führte. Im Jahre 1454 erwarben die Herren von Bieberstein auf Friedland auch die Oberlausitzer Standesherrschaft Seidenberg-Reibersdorf. Vom Pestausbruch in der Herrschaft Friedland von 1494 blieb das Grenzdorf verschont. Wahrscheinlich in der ersten Hälfte des 17. Jahrhunderts entstand an der Wittig eine Wassermühle, sie wurde 1651 im Reibersdorfer Urbar als zweiradige Mühle erstmals erwähnt.
Das nördlich gelegene Rittergut Niederweigsdorf wurde im 17. Jahrhundert stark zersplittert und teilweise an die böhmische Herrschaft Friedland angeschlossen. Nach dem Prager Frieden von 1635 gelangte Dörfel als böhmische Exklave der Oberlausitz zum Kurfürstentum Sachsen. Südlich von (Alt-)Dörfel entstand eine neue Ansiedlung: Neu-Dörfel. Der Besitzer des sächsischen Niedervorwerks Niederweigsdorf, Caspar Heinrich von Minckwitz, gründete 1770 auf dem zu seinem Gut gehörigen Teil der Exklave das Dorf Neu-Minkwitz. Die wirtschaftliche Notlage nach dem Siebenjährigen Krieg führte dazu, dass sich im Jahre 1775 auch Bauern aus Dörfel am Friedländer Bauernaufstand beteiligten. Pfarrort war Weigsdorf. Haupterwerbsquellen bildeten der Flachsanbau und die Heimweberei. Seit 1800 gab es in Dörfel einen eigenen Lehrer, der Unterricht fand in verschiedenen Häusern statt. Zwischen 1835 und 1844 erfolgte auf Initiative des Weigsdorfer Pfarrers Bähr die Errichtung eines Schulhauses, in dem 1845 zusammen mit zwei weiteren Schulen, der Oberen Schule in Oberweigsdorf und der Kirchschule in Niederweigsdorf, der Unterricht aufgenommen wurde.
Nach der Teilung der Oberlausitz von 1815 wurde Dörfel das östlichste Dorf der sächsischen Oberlausitz. Infolge des Grenzrezesses zwischen Sachsen und Böhmen von 1848 wurde die Exklave Dörfel und Minkwitz an Böhmen übergeben und Teil der neu gebildeten Gemeinde Böhmisch Weigsdorf.
Nach der Aufhebung der Patrimonialherrschaften bildete Dörfel ab 1850 einen Ortsteil der Gemeinde Böhmisch Weigsdorf im Bunzlauer Kreis und Gerichtsbezirk Friedland. Im Jahre 1853 wurde bei Dörfel und Wustung der Abbau von Lignit aufgenommen, in den Gruben arbeiteten 40–50 Bergleute. Ab 1868 gehörte das Dorf zum Bezirk Friedland. Im Jahre 1869 hatte Dörfel 344 Einwohner. Zu dieser Zeit erreichte der Kohlenbergbau bei Dörfel und Wustung mit 140 Beschäftigten seine Blüte, jedoch waren die oberflächennahen Flöze bald abgebaut. Zwischen 1873 und 1875 erfolgte der Bau der Bahnstrecke Reichenberg-Seidenberg, dabei wurde durch den Wittigriegel ein 139 m langer Tunnel angelegt. Im Jahre 1880 löste sich Dörfel von Böhmisch Weigsdorf los und bildete eine eigene Gemeinde.
1887 errichtete der Wiener Unternehmer Hermann Pollack in Dörfel eine Mechanische Kattunweberei. Später entstand mit der Weberei und Färberei Carl Engemann eine zweite Fabrik. Der Bergbau wurde 1907 wegen Unrentabilität eingestellt, jedoch während des Ersten Weltkrieges durch einige Einwohner kurzzeitig wieder aufgenommen. 1910 entstand neben der Wassermühle ein kleines Wasserkraftwerk. Im Jahre 1921 lebten in den 92 Häusern von Dörfel / Víska 373 Personen, darunter 344 Deutsche und acht Tschechen; in der Gemeinde gab es drei Gasthäuser sowie eine Konditorei und Bäckerei. Nachdem die Stadt Friedland 1922 die Wasserrechte in der Wittig vom Müller Grundmann erworben hatte, ließ sie die Wittig 400 Meter südwestlich von Dörfel anstauen und dort ein Wasserkraftwerk errichten. Am 22. Mai 1922 brach der Damm des Elektrizitätswerkes Dörfel. Das Wasserkraftwerk der ehemaligen Mühle wurde 1925 stillgelegt. 1930 hatte die Gemeinde 361 Einwohner. Zwischen 1933 und 1934 hatte die Textilfabrik H. Pollacks Söhne 210 Beschäftigte.
Nach dem Münchner Abkommen erfolgte 1938 die Angliederung an das Deutsche Reich; bis 1945 gehörte Dörfel zum Landkreis Friedland. Im Jahre 1939 lebten in der Gemeinde 334 Personen. Am 5. März 1945 stürzte ein beim Angriff auf das sächsische Plauen durch Luftabwehr beschädigter B-17 Langstreckenbomber der 8th Air Force der United States Army Air Forces (USAAF) auf einen Acker in der Nähe des Dorfes. Der Pilot hatte zuvor versucht, bis hinter die Frontlinie der Ostfront zu gelangen, um im sowjetisch kontrollierten Gebiet notlanden zu können. Beim Absturz starb ein Besatzungsmitglied, da sich sein Fallschirm nicht öffnete, die anderen acht kamen unverletzt zu Boden und wurden von Deutschen festgesetzt. Nach dem Ende des Zweiten Weltkrieges kam Víska zur Tschechoslowakei zurück, die beiden Textilfabriken wurden stillgelegt. In den Jahren 1946 und 1947 wurden die meisten deutschböhmischen Bewohner vertrieben. 1946 wurde in der ehemaligen Engemannschen Fabrik ein Betrieb der Maschinenfabrik SEKOV – Kolb. a spol. als Vorzeigeobjekt des Wiederaufbaus eingerichtet, aber bereits zwei Jahre später wurden die Maschinen wieder abgebaut und nach České Budějovice zum Unternehmen PAL verbracht. In den Jahren 1949–1950 erfolgte der Abbruch der Fabrikgebäude. Die Maschinenhalle der Fabrik H. Pollacks Söhne wurde 1953 zum Kulturhaus umgebaut. Die Ruine der Wassermühle wurde 1958 von der Armee abgerissen. 1960 wurde Víska nach Višňová eingemeindet und zugleich im Zuge der Auflösung des Okres Frýdlant dem Okres Liberec zugeordnet. Die Grundschule wurde 1968 geschlossen, in den 1970er Jahren auch das Kino. 1991 hatte Víska 158 Einwohner. Im Jahre 2001 bestand das Dorf aus 43 Wohnhäusern, in denen 141 Menschen lebten. Insgesamt besteht Víska aus 63 Häusern.
Beim Augusthochwasser von 2010 wurden 46 Häuser von der Smědá überflutet. Infolgedessen wurde 2013 ein Hochwasserschutzdamm fertiggestellt.

## Ortsgliederung
Víska gliedert sich in die Ortslagen Víska (Alt Dörfel) und Nová Víska (Neu Dörfel).
Der Ortsteil bildet den Katastralbezirk Víska u Frýdlantu.

## Sehenswürdigkeiten
- Zahlreiche Fachwerkhäuser aus dem Übergang vom 18. zum 19. Jahrhundert. Zumeist handelt es sich um eingeschossige Stallhäuser mit gemauertem Erdgeschoss und Fachwerkobergeschoss. Neben Heřmanice gibt es in Víska den größten Bestand an Oberlausitzer Volksarchitektur in Böhmen.
- Wasserkraftwerk Harta an der Smědá, errichtet 1922, es dient heute der Stromversorgung von Víska und Minkovice.